# 乙二膦
乙二膦是一种有机磷化合物，化学式为H2PCH2CH2PH2。它可由乙二膦酸四甲酯或P,P,P',P'-四氯乙二膦的还原反应得到。它可作为配体和金属配位，如它和五羰基溴化锰在三氯甲烷中反应，可以得到三羰基(乙二膦)溴化锰。